# Casal de Ermio
Casal de Ermio est une ancienne paroisse civile portugaise (en portugais : freguesia) de la municipalité de Lousã dans le district et la région de Coimbra.
La loi no 11-A/2013 du 28 janvier 2013, portant réorganisation administrative du territoire des freguesias, fusionne Casal de Ermio avec la paroisse voisine de Foz de Arouce pour former l’União das freguesias de Foz de Arouce e Casal de Ermio (dont le siège est à Foz de Arouce).